# Уотерс, Алиса
Алиса Уотерс (англ. Alice Louise Waters); род. 28 апреля 1944) — американский шеф-повар, ресторатор, совладелец ресторана Chez Panisse в городе Беркли. Алиса стоит у истоков так называемой «калифорнийской кухни» и гастрономического движения «слоу-фуд» в США. Её ресторан трижды попадал в гид Мишлен по Сан-Франциско с рейтингом в одну  звезду (в 2006, 2007 и 2009 годах). Член Американского философского общества (2014).

## Карьера шеф-повара и ресторатора
Отправившись в 1965 во Францию ради учёбы в университете, Алиса познакомилась с оригинальной французской кухней, которая впечатлила её своей простотой и разнообразностью. Главный принцип, который будущий звездный повар вынесла из этой поездки и позже применила в своем ресторане — использование в процессе приготовления продуктов местных производителей. По возвращении назад в США, в 1971 Алиса открывает свой первый ресторан «У Панисса» (фр. Chez Panisse), названный именем персонажа из кино-трилогии французского писателя и режиссёра Марселя Паньоля. Сначала это было небольшое заведение, постоянными клиентами которого были в основном друзья Алисы. С самого начала ресторан работал по принципу использования только местных продуктов, и поэтому Алиса самостоятельно отправлялась каждое утро на рынок. От того, какие продукты были куплены, и зависело «фиксированное» меню на этот день. Рецепты брались из привезенных из Франции поваренных книг.
Сегодня ресторан «У Панисса» — это небольшое двухэтажное здание. На первом этажа — зал ресторана, где как и прежде, каждый день подаются блюда из «фиксированного меню», а на втором этаже расположено кафе. Из-за большой популярности рекомендуется заказывать столик заранее (примерно за месяц). На сайте ресторана можно узнать, какие именно блюда подадут вам в день вашего визита.